# Болеслав II Малый
Болеслав (Болько) II Малый (Свидницкий) (пол.  Bolko II Mały (Świdnicki), нем.  Bolko II (Schweidnitz); 1309/1312 — 28 июля 1368) — князь Свидницкий в 1326—1368 годах (вместе с братом Генрихом II до 1345 года), Яворский (1346—1368), Львувецкий (1346—1368), Бжегский (1358—1368), Севежский (1359—1368), Глогувский (1361—1368) и Сцинавский (1365—1368). Последний независимый силезский князь из династии Пястов.

## Начало правления
Представитель династии Силезских Пястов. Старший сын князя Бернарда Свидницкого (1288/1291 — 1326) и Кунигунды (ок. 1295—1331/1333), дочери король польского Владислава I Локотека. Прозвище «Малый» Болеслав получил еще в источниках из-за довольно низкого росла.
В 1326 году после смерти князя Бернарда Свидницкого его сыновья Болеслав II и Генрих II получили в совместное владение Свидницкое княжество. Первоначально братья находились под опекой дядей, князей Болеслава II Зембицкого и Генриха Яворского, а также своей матери Кунигунды.

## Попытки защитить суверенитет княжества
Одна из первых проблем, с которой Болеславу II пришлось столкнуться в первые годы его правления, было сохранение независимости своего маленького княжества. Чешский король Иоганн Люксембургский стремился подчинить своей верховной власти все силезские княжества. Первую серьезную попытку подчинить Свидницкое княжество король Чехии Иоганн предпринял в 1329 году. Ему удалось получить контроль над значительной частью Силезии, так как почти все князья из династии Пястов вынуждены были принести ему оммаж и платить дань. Только два силезских правителя решительно отказались стать вассалами чешского короля: Болеслав II и его зять (муж его сестры Констанции), князь Пшемыслав II Глогувский.
Князь Болеслав II Свидницкий не чувствовал себя тогда в силах с оружием в руках сражаться за сохранение независимости своего княжества. Болеслав посетил двор короля Венгрии Карла Роберта, обратившись к нему за поддержкой против Люксембургского дома. Вскоре он установил контакты со своим дедом по материнской линии, польским королем Владиславом I Локотком, а в августе 1329 года в свите императора Священной Римской империи Людовика IV Баварского отправился в Италию. Болеслав Свидницкий стремился заключить союз с Виттельсбахами и Владиславом Локотеком против чешского короля Иоганна Люксембургского.

## Экспедиция Иоганна Люксембургского в Силезию в 1331 году
Масштабная дипломатическая акция Болеслава II Малого не смогла обеспечить независимости Свидницкого княжества. Чешский король Иоганн Люксембургский, заключив союз с Тевтонским орденом, начал военные действия против короля польского Владислава Локотека и его союзников. Иоганн Люксембургский и тевтонские крестоносцы планировали соединиться под Калишем для совместных действий против Владислава Локотека. В 1331 году Иоганн Люксембург во главе чешского войска вторгся в Силезию. Чехи осадили Немчу, принадлежавшую Болеславу Свидницкому, но не смогли взять город. Из-под Немчи Иоганн двинулся на Глогув, который вскоре капитулировал. Констанция, вдова князя Пшемыслава Глогувского и сестра Болеслава Свидницкого, была отстранена от управления Глогувом. Глогувское княжество временно было включено в состав Чешского королевства.

## Ленная присяга Болько Зембицкого
В 1336 году князь Болеслав II Зембицкий, дядя Болеслава Свидницкого, принес ленную присягу на верность королю Чехии Иоганну Люксембургскому, который взамен пожаловал ему в пожизненное владение Клодзкую землю. На позицию князя Болеслава Зембицкого повлияли польско-чешские переговоры в Тренчине и Вышеграде в 1335 году, в результате которых Казимир III Великий отказался от своих претензий на те силезские княжества, которые уже ранее были ленниками Чехии.

## Союз с Виттельсбахами, Польшей и Венгрией
В последующие годы Болеслав II продолжал политику сотрудничества с королями польским (Казимиром III Великим) и венгерском (Карлом Робертом, а с 1342 года Людовиком Великим). В целях повышения своего международного положения, 1 июня 1338 года Болеслав II женился Агнессе (1322—1392), дочери австрийского герцога Леопольда I Габсбурга. Габсбурги тогда были главными противниками Люксембургской династии и недавно подчинили своей власти Австрию и Штирию. 1 января 1345 года при посредничеств Болеслава Свидницкого был заключен официальный союз между Виттельсбахами, Польшей и Венгрией.

## Война Казимира Великого за Силезию (1345—1348)
Весной 1345 года началась война между Польшей и Чехией за обладание Силезией. Польский король Казимир Великий взял под стражу маркграфа Карла Моравского, сына Иоганна Люксембургского, возвращавшегося из Мариенбурга. Иоганн Люксембургский начал военные действия и вторгся в Свидницкое княжество. В ответ польский король Казимир Великий и венгерский король Людовик Великий объявили войну Чехии. Болеслав Малый смог отстоять Свидницу, столицу своего княжества, которая была осаждена чешским королем. В то же вреям император Священной Римской империи Людвиг Баварский нарушил союзнические обязательства и заключил сепаратный мир с Иоганном Люксембургским. Война продолжалась с переменным успехом для противников. В 1345 году князь Болько II Свидницкий лишился крепости Каменна-Гура, которую через три он отбил. Чешский король Иоганн не дожил до конца войны, он погиб в 1346 году в битве с англичанами при Креси. Император Священной Римской империи Людовик IV Баварский скончался в 1347 году. 22 ноября 1348 года в Намыслуве был подписан польско-чешский мирный договор. По неизвестным причинам Болеслав II Свидницкий не принимал участие в этих переговорах, его интересы представлял польский король Казимир III Великий. Окончательная нормализация отношений между Болеславом II Малым и императором Священной Римской империи и королем Чехии Карлом IV Люксембургом произошла только в результате посредничестве герцога Альбрехта II Австрийского 16 августа 1350 года.

## Договор в Намыслуве (1348) и соглашение с Карлом IV Люксембургским (1353)
После заключения Намыслувского договора в 1348 году князь Болеслав II Свидницкий начал процесс сближения с Люксембургским домом, не отказываясь при этом от хороших отношений с Казимиром Польским и Людовиком Венгерским. 13 декабря 1350 года, не имея наследников мужского пола, Болеслав II решил выдать свою племянницу Анну (дочь Генриха II) замуж за Венцеля, старшего сына императора Священной Римской империи и чешского короля Карла IV Люксембургского, пообещав после своей бездетной смерти передать своё княжество чешской короне (с сохранением, однако, пожизненного вдовьего удела для своей жены Агнессы Австрийской). После смерти Венцеля в 1351 году этот договор потерял смысл. Несмотря на это, император Карл IV Люксембург решил не отказываться от попытки мирного присоединения Свидницкого княжества, и после смерти своей второй жены Анны Баварской, матери Венцеля, в феврале 1353 года предложил себя в качестве кандидата в супруги Анны. Их свадьба состоялась в Буде (Венгрия) 27 мая 1353 года. Кроме князя Болеслава II, на свадьбе присутствовали: герцог Альбрехт II Австрийский, король Людовик I Венгерский, маркграф Людовик VI Бранденбургский, герцог Рудольф Саксен-Виттенбергский, послы короля Казимира III Великого и Венецианской республики. В том же году Анна Свидницкая была коронована в качестве королевы Чехии и Римской императрицы.

## Сотрудничество с Люксембургами. Расширение границ княжества
Политика тесном сотрудничестве с Карлом IV Люксембургским принесла князю Болько II Свидницкому очень быстро большие льготы в виде расширения территории княжества. Еще в 1346 году скончался без наследника его дядя, князь Генрих I Яворский. При отсутствии правопреемников Болеслав Малый присоединил Явор и Львувек к своим владениям. В 1358 году Болеслав Свидницкий приобрел город Злоты-Сток с золотыми шахтами в Зембицком княжестве, в том же году он приобрел у князя Вацлава I Легницкого половину Бжегского княжества. В 1359 году с одобрения Карла IV Люксембургского Болеслав получил крепости на чешско-силезской границе во главе с Фридлантом. В том же году он выкупил у князей Цешинских за 2 300 гривен серебра Севежское княжество. Наконец, в 1368 году Болеслав Малый выкупил у князя Зембицкого Конты-Вроцлавске. Хорошие отношения с императором Карлом IV Люксембургским позволили ему решить проблему спорного Глогувского княжества, которое после смерти князя Пшемыслава Глогувского в 1331 году было включено в состав Чешского королевства. В 1360 году император Карл IV признал право на Глогув Констанции Свидницкой, вдовы Пшемыслава и сестры Болеслава. В 1361 году Констанция отказалась от принадлежавшей её части Глогувского княжества в пользу своего брата. Карл IV пожаловал в пожизненное владение Болеславу Свидницкому половину Глогувского и Сцинавского княжества. 14 апреля 1364 года Карл IV и Болеслав Малый получили за огромную сумму в размере 21 000 гривен серебра права на управление Лужицким маркграфством, благодаря чему Болеслав стал важным партнером в политической системе Европы.
Его политическая гибкость была оценена еще раньше, когда в 1363 году он был приглашен вместе с польским королем Казимиром Великим для разрешения спора между герцогом Рудольфом IV Австрийским и венгерским королем Людовиком Великим. В 1364 году Болеслав Малый участвовал на съезде монархов в Кракове.

## Смерть
Болеслав II Малый скончался 28 июля 1368 года и был похоронен в аббатстве в Кшешуве, где до сегодняшнего дня сохранилось его надгробие. После его смерти Свидницко-Яворское княжество перешло в пожизненное владение его жены Агнессы Габсбург в качестве вдовьего удела. В 1392 году после смерти Агнессы княжество вошло в состав Чешского королевства как приданое принцессы Анны Свидницкой, племянницы Болеслава II, супруги чешского короля и немецкого императора Карла IV Люксембургского.

## Болеслав II Малый в литературе
Правление князя Болеслава II Маленький в литературе описано в обширной повести польского писателя Владислава Яна Грабского «Рапсодия Свидницкая», написанной в 1953 году и изданной после цензуры в 1955 году. В романе появляется тема существования мнимого сына князя, который умер в детстве при невыясненных обстоятельствах (убит ударом кирпича). Эта история повторяется в немецкоязычных легендах. Существование князя упоминается только одним хронистом, который не называет даже его имени. Болеслав II Малый умер без наследника (существование его дочери Эльжбеты также не подтверждено).